# جایزه صلح کنفسیوس
جایزه صلح کنفسیوس (چینی ساده: 孔子和平奖; چینی سنتی: 孔子和平獎; پین‌یین: Kǒngzǐ Hépíngjiǎng) جایزه ایست که توسط لیو ژیکین بیزنس من چینی در نوامبر ۲۰۱۰ در جمهوری خلق چین بنیانگذاری شد. رئیس کمیتهٔ این جایزه دلیل این جایزه را «ترویج صلح جهانی از دیدگاه شرقی» و «به طور خاص صلح کنفسیوسی» اعلام کرد. برنده مبلغ ¥۱۰۰٬۰۰۰ RMB معادل US$۱۵٬۰۰۰ دریافت می‌کند.

## برندگان
- ۲۰۱۰ – لین چان
- ۲۰۱۱ – ولادیمیر پوتین
- ۲۰۱۲ – کوفی عنان و یوان لنگپینگ
- ۲۰۱۳ – یی چنگ (一诚)
- ۲۰۱۴ – فیدل کاسترو
- ۲۰۱۵ – رابرت موگابه
- ۲۰۱۶ – شن لیانگ لیانگ، یانگ شوپنگ، لی لی
- ۲۰۱۷ – هون سن